# Johannes Kepler ATV
Johannes Kepler ATV ili Automated Transfer Vehicle 002 (ATV-002), europska bezposadna svemirska letjelica za opskrbu. Ime je dobila po njemačkom astronomu Johannesu Kepleru. Lansirana je 16. veljače 2011. sa zadatkom opskrbe Međunarodne svemirske postaje (ISS) gorivom, zrakom i suhim teretom. ATV je svoju misiju dovršio 20. lipnja 2011. kada se odvojio od Svemirske postaje i sljedeći dan izveo kontrolirani pad u južni Pacifik.
S teretom od oko 7000 kg, ukupna težina Johannesa Keplera iznosi 20.000 kg što predstavlja najveću masu koju je ESA do tada lansirala u svemir.